# سیمخا یاکوبوویچی
سیمخا یاکوبوویچی (انگلیسی: Simcha Jacobovici؛ ‏عبری: שמחה יעקובוביץ'‎؛ ‏ ‎/ˈsɪmxə jəˈkoʊboʊvɪtʃ/‎؛ زادهٔ ۴ آوریل ۱۹۵۳) کارگردان، تهیه‌کننده فیلم، مستندساز، نویسنده و روزنامه‌نگار اسرائیلی‌الاصل اهل کانادا است. در حالی که چندین محقق او را یک شبه‌باستان‌شناس و شبه‌مورخ می‌دانند، نیویورک تایمز او را «ایندیانا جونز» امروزی لقب داد.

## اوایل زندگی
سیمخا یاکوبوویچ در ۴ آوریل ۱۹۵۳ در پتخ تیکوا، اسرائیل، در خانواده‌ای یهودی‌تبار اهل رومانی به دنیا آمد. والدین او از بازماندگان هولوکاست بودند که از شهر یاش، رومانی، در سال ۱۹۴۱ به فلسطین تحت قیومیت بریتانیا مهاجرت کردند. در سال ۱۹۶۲، خانواده او به کانادا نقل مکان کرد. یاکوبوویچی در مصاحبه‌ای در سال ۲۰۱۲ خود را «کاملاً متعهد به یهودیت و صهیونیسم» توصیف کرد. 
او مدرک کارشناسی خود را در رشته‌های فلسفه و علوم سیاسی (با رتبه ممتاز) از دانشگاه مک‌گیل دریافت کرد و سپس مدرک کارشناسی ارشد روابط بین‌الملل را از دانشگاه تورنتو اخذ نمود. از سال ۲۰۱۵ تا ۲۰۱۸، وی استاد مدعو مطالعات دینی در دانشگاه هانتینگتون در سادبری بزرگ در استان انتاریو بود. یاکوبوویچ به عنوان مربی (دانشگاه)، مهمان بسیاری از کنفرانس‌ها بوده است؛ از جمله کنفرانس‌های برگزارشده توسط انجمن ادبیات کتاب مقدس، کنفرانس باچلدر در زمینه باستان‌شناسی کتاب مقدس در دانشگاه نبراسکا اوماها اوماها، و انجمن مترجمان اسرائیل.

## آثار سینمایی
سیمخا یاکوبوویچ به‌عنوان یکی از نخستین حامیان انتقال هوایی یهودیان اتیوپی به اسرائیل، سه مقالهٔ تحلیلی در این باره در روزنامه نیویورک تایمز منتشر کرد و نخستین مستند خود را با عنوان فلاشا: تبعید یهودیان سیاه‌پوست در سال ۱۹۸۳ ساخت. نشریه اکونومیست از این مستند به‌عنوان یکی از عوامل مؤثر در عملیات انتقال هوایی یهودیان اتیوپی به اسرائیل در سال‌های ۱۹۸۴ تا ۱۹۸۵ یاد کرده است.
فیلم مستند یاکوبوویچ دربارهٔ درگیری اسرائیل و اعراب با عنوان جریان‌های مرگبار (۱۹۹۱)، برنده جایزه جینی برای بهترین مستند شد، مدال طلای جشنواره بین‌المللی مستند نیون را کسب کرد و در چهل و یکمین جشنواره بین‌المللی فیلم برلین، نامزد دریافت جایزه صلح شد. این فیلم تنها مستندی بود که هم در پایگاه‌های ارتش اسرائیل و هم در اردوگاه‌های پناهندگان فلسطینی به نمایش درآمد.
مستند رمزگشایی از سِفْر خروج که در سال ۲۰۰۶ از شبکه هیستوری پخش شد، توسط سیمخا یاکوبوویچ و جیمز کامرون (تهیه‌کننده و کارگردان) ساخته شد. این مستند به بررسی شواهدی می‌پردازد که به ادعای سازندگان، از روایت کتاب مقدس درباره خروج بنی‌اسرائیل از مصر حمایت می‌کند. با این حال، ادعاها و روش‌های این مستند به‌طور گسترده‌ای از سوی متخصصان کتاب مقدس و دانشمندان جریان اصلی مورد انتقاد قرار گرفت.
مستند مقبرهٔ گمشدهٔ مسیح که برای نخستین‌بار در ۴ مارس ۲۰۰۷ از شبکه تلویزیونی دیسکاوری و شبکه ویژن تی‌وی کانادا پخش شد، به کشف آرامگاه تلپیوت می‌پردازد. این مستند به کارگردانی یاکوبوویچ و تهیه‌کنندگی فلیکس گولوبف و ریک استر بیِنستاک ساخته شد و جیمز کامرون نیز تهیه‌کننده اجرایی آن بود. این مستند هم‌زمان با انتشار کتابی با همین موضوع با عنوان قبر خانوادگی عیسی منتشر شد که نویسندگان آن یاکوبوویچ و چارلز آر. پلگرینو بودند. در این کتاب و فیلم، این نظریه مطرح می‌شود که آرامگاه تلپیوت محل دفن عیسی ناصری، اعضای خانواده‌اش، و چند تن از شخصیت‌های عهد جدید بوده است؛ و به‌طور ضمنی نتیجه گرفته می‌شود که برخلاف روایت عهد جدید، عیسی از مرگ برخاسته نبوده است. این نتیجه‌گیری که تنها بر تحلیل آماری ضعیفی از نام‌های کشف‌شده استوار است، از سوی اکثریت قاطع باستان‌شناسان، الهی‌دانان مسیحی، زبان‌شناسان و پژوهشگران کتاب مقدس رد شده است.
یاکوبوویچ همچنین تهیه‌کننده اجرایی مستند یافتن آتلانتیس بود که در مارس ۲۰۱۰ از شبکه نشنال جئوگرافیک پخش شد. او در این مستند ادعا کرد که آتلانتیس در اسپانیا یافته شده و گفت شواهدی که توسط پروفسور ریچارد فروند از دانشگاه هارتفورد کشف شده، از جمله نشان آتلانتیس که از دل خاک بیرون آمده، این ادعا را تقویت می‌کند. وی همچنین اظهار داشت که «ترشیش همان آتلانتیس است».
وی تاکنون بابت آثارش، نامزد یا برندهٔ جوایز گوناگونی شده است که از آن میان می‌توان به جایزه امی، جایزه ایمیج، جایزه هنرهای تصویری کانادا، جایزه کیبل‌ای‌سی‌ئی، جایزه جمینای شده است.